# Leiria (tỉnh)
Leiria (tiếng Bồ Đào Nha:Distrito de Leiria) là một tỉnh của Bồ Đào Nha. Thủ phủ tỉnh đóng tại thành phố Leiria, là thành phố đông dân nhất tỉnh.

## Các khu tự quản
Tỉnh gồm 16 khu tự quản:
[C = thành phố/cidade T = thị xã/vila]
- Alcobaça C
- Alvaiázere T
- Ansião T
- Batalha T
- Bombarral T
- Caldas da Rainha C
- Castanheira de Pera T
- Figueiró dos Vinhos T
- Leiria C
- Marinha Grande C
- Nazaré T
- Óbidos T
- Pedrógão Grande T
- Peniche C
- Pombal C
- Porto de Mós T

Bản mẫu:Khu tự quản của tỉnh Leiria